# 石偉雄
石偉雄，MH（1991年10月10日—），前香港男子競技體操運動員，香港首個體操亞運金牌得主，及香港奧運體操代表 。

## 簡歷
石偉雄生於香港一個普通家庭，父親是小巴司機，母親為家庭主婦，上有兩名姐姐。小學時就讀油蔴地天主教小學（海泓道）；中學就讀天主教新民書院。畢業於香港教育大學，為健康教育系榮譽學士。
石偉雄6歲開始學習體操，9歲加入香港隊受訓，14歲時他便選定了「跳馬」作主項，原因是被「速度感」吸引。在中學時期，曾在2009年代表學校在全港中學校際體操比賽贏得四面金牌。

### 國際賽
2010年11月，石偉雄代表香港出戰廣州亞運會，參加體操比賽的男子个人全能、跳马及团体三個項目。
2011年10月，石偉雄代表香港出戰東京舉行的世界競技體操錦標賽，奪得跳馬項目的第七名。
2012年7月，石偉雄代表香港出戰倫敦奧林匹克運動會個人全能項目，最終未能晉級。
2014年9月，石偉雄代表香港出戰仁川舉行的亞洲運動會體操比賽，在男子跳馬項目決賽以15.216分，力壓韓國及中國選手，奪得金牌，成為香港史上首面體操亞運金牌得主。
2015年3月17日，「銀河娛樂香港體育記者協會最佳運動員選舉2014」舉行頒獎禮，石偉雄以大熱姿態當選本年度最佳男子運動員。
2016年4月，石偉雄在2016年奧運測試賽暨資格賽個人賽中的個人全能項目中，因傷患影響，於64名選手中排第55位，未能取得里約奧運參賽資格。他返港後治療發現筋腱斷裂導致出現萎縮情况。他在個人社交網站報平安，並表示暫定於五月初接受手術。
2018年8月23日，石偉雄在雅加達亞運跳馬決賽力壓南韓和東道主印尼選手，成為香港體操史上第一個衛冕金牌的運動員。
2019年5月27日，石偉雄在世界盃（World Challenge Cup Series）克羅地亞站以平均分14.734分，以0.3分之差壓倒意大利隊選手，奪得跳馬金牌，是他10年來首度奪得世界盃金牌。6月2日，他在世界盃斯洛文尼亞站以平均分14.675分，以0.075分之差壓倒白俄羅斯隊選手，連續兩站奪得男子跳馬金牌。
2021年7月25日，石偉雄相隔9年再踏上奧運舞台，無奈初賽失利只排12位，未能打入前8出戰決賽。石偉雄強調已經「盡力無悔」，不會因為今次失利而倒下，相反會繼續以奧運為目標，期待3年後的巴黎奧運再見。
2024年7月24日，石偉雄在巴黎奧運跳馬初賽中，第一跳以難度分6分的李世光跳Ri Se Gwang (塚原轉體360度後團兩周) 獲得13.666分，及第二跳以難度分5.6分的Dragulescu (前手前團兩週180度) 獲得14.533分，最終兩跳平均分為14.099。未能躋身頭八出戰決賽。

## 榮譽
- 香港2015年度授勳及嘉獎名單

「榮譽勳章」（2015年）
- 香港傑出運動員選舉

「香港傑出運動員」（2014年、2015年、2018年、2019年、2021年 - 共5次當選）
- 銀河娛樂香港體育記者協會最佳運動員選舉

「最佳運動員」（2014年、2018年、2019年）

## 外部連結
- 個人簡介 （页面存档备份，存于）